# ヴンガ・リロ
ヴンガ・リロ（Vunga Lilo、1983年2月28日 - ）は、トンガのラグビーユニオン選手。

## プロフィール
- トンガ・ハアパイ諸島出身[1]。
- ポジションはフルバック(FB)。
- 身長 193cm、体重 111kg
- トンガ代表通算キャップ数は42でワールドカップ2007・2011・2015のトンガ代表に選ばれた[2]。

## 略歴
コーニッシュ・パイレーツ、ブリストル、ボルドー、タルブを経て、2015年、USモントーバンに加入。